# Calamagrostis foliosa
Calamagrostis foliosa är en gräsart som beskrevs av Thomas Henry Kearney. Calamagrostis foliosa ingår i släktet rör, och familjen gräs. Inga underarter finns listade i Catalogue of Life.

## Bildgalleri

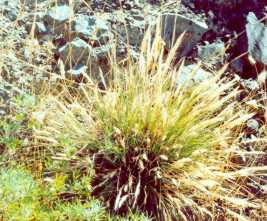
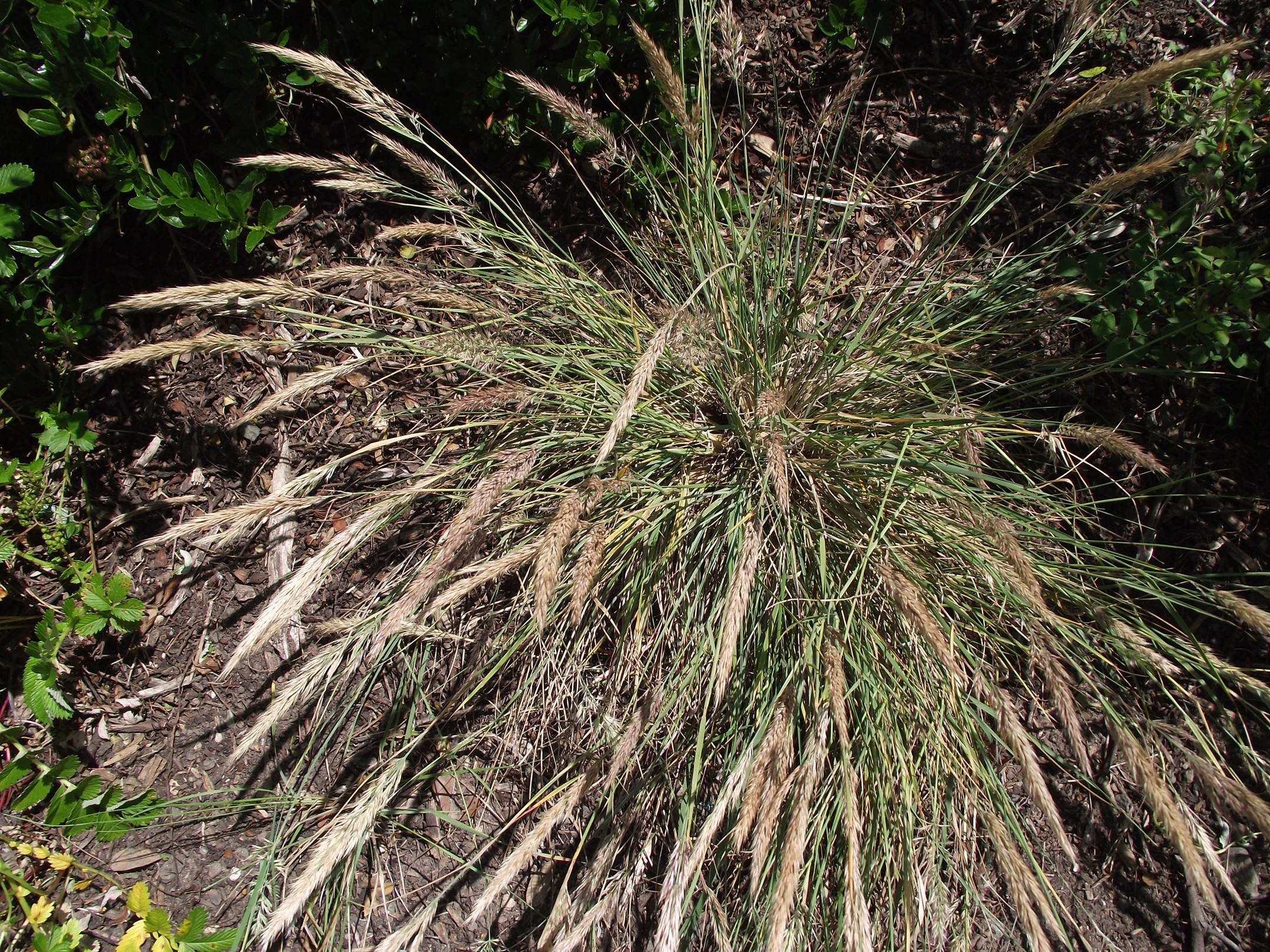
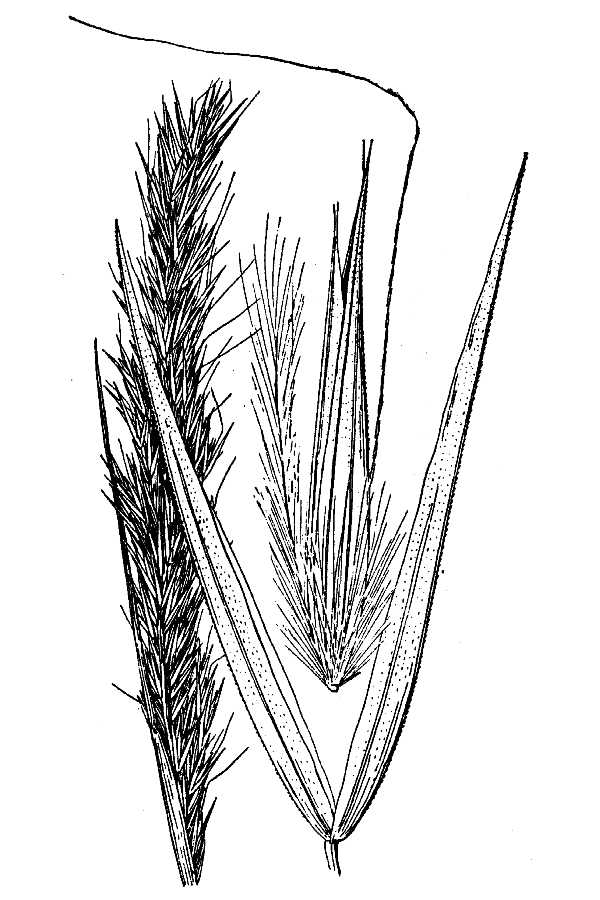